# 熊常錞
熊常錞，江西铅山人，清朝政治人物、進士出身。
嘉慶十四年，登己巳恩科進士，改庶吉士。嘉庆二十四年九月初五（1819年10月23日），由编修调任廣西學政。